# Břetislav Werner
Břetislav Werner (6. října 1911, Příbram – 27. června 1986, Karlovy Vary) byl český umělec, vystudovaný sochař, pak ale především malíř. Od roku 1948 působil v Karlových Varech.

## Život

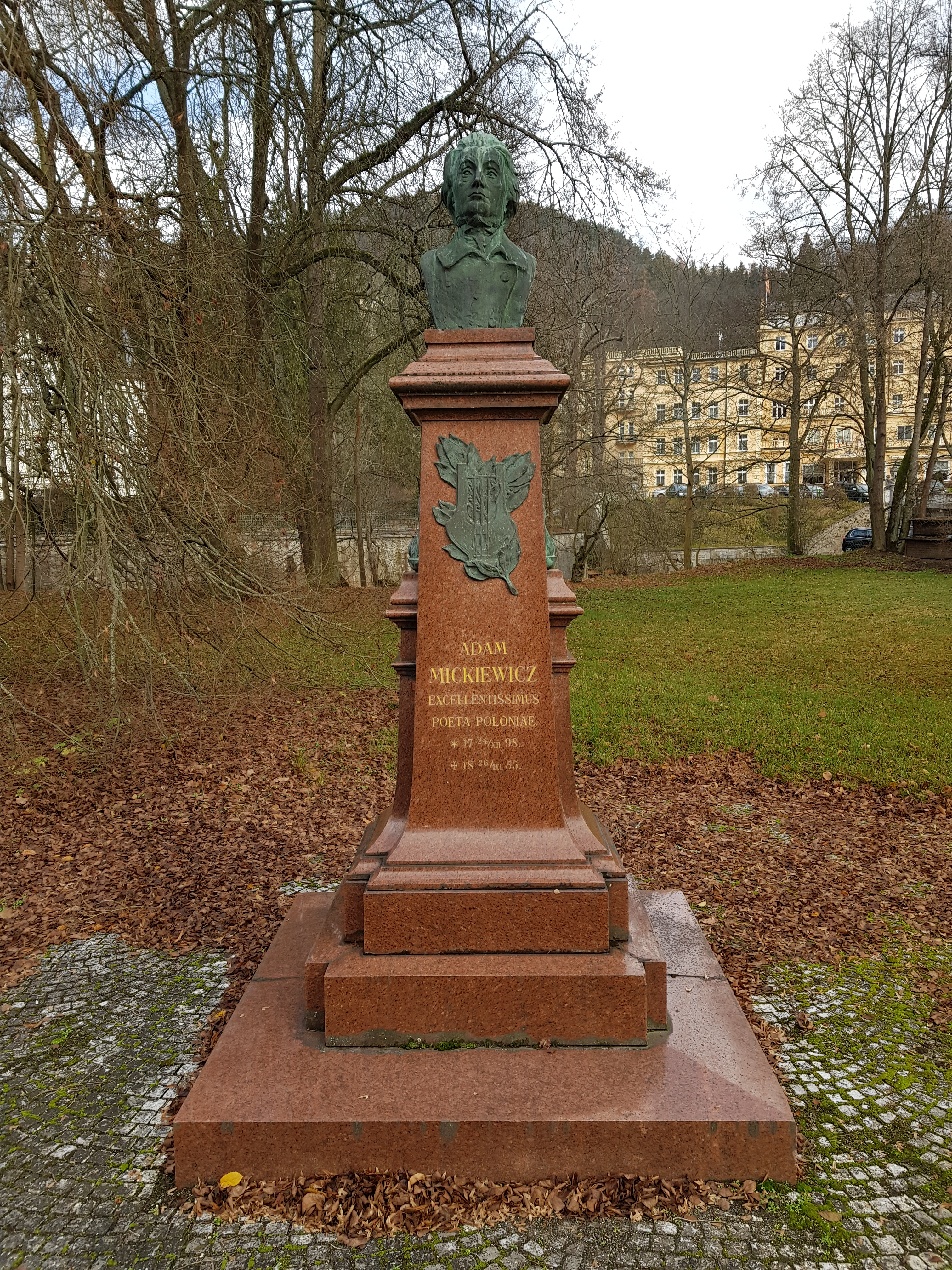
Busta Adama Mickiewicze v Karlových Varech

Narodil se 6. října 1911 v Příbrami do chudých poměrů. V letech 1927–1931 vystudoval kamenosochařskou školu v Hořicích v Podkrkonoší a v letech 1931–1934 Akademii výtvarných umění v Praze u profesora Otakara Španiela.
V letech 1935–1938 pracoval v ateliéru v Praze–Bubenči. V období let 1938–1947 žil střídavě v Příbrami a ve Hřebči (okr. Kladno). V roce 1947 se natrvalo přestěhoval do Karlových Varů. Roku 1945 vstoupil do KSČ a celý život byl aktivním komunistou. Od roku 1951 měl ateliér v Zámecké věži v centru lázeňské části města.
Zemřel 27. června 1986 v Karlových Varech.

## Tvorba
Vedle několika prací pro veřejný prostor, jako busta Adama Mickiewicze nebo pamětní deska I. P. Pavlova (odstraněna při demolici domu, pak nezvěstná), se sochařstvím nezabýval. Celý život především maloval. Jeho projev charakterizuje konvenční realismus v duchu meziválečných krajinářů Umělecké besedy. Oblíbenými motivy byly vedle krajiny zejména koně a husitská tematika, kde navázal na dílo Mikoláše Alše.

## Samostatné výstavy
V roce 1971 byla k umělcovým 60. narozeninám uspořádána samostatná výstava v karlovarské galerii umění.

## Skupinové výstavy
Podílel se na následujících skupinových výstavách:
- 1942 – Národ svým výtvarným umělcům III, Mánes, Praha
- 1952 – II. přehlídka československého výtvarného umění, Jízdárna Pražského hradu
- 1954 – III. přehlídka československého výtvarného umění, Jízdárna Pražského hradu
- 1968 – 1. trienále jihočeských, severočeských a západočeských výtvarných umělců, GVU Cheb

## Zastoupení ve sbírkách
Je zastoupen ve sbírkách:
- Galerie umění Karlovy Vary
- Galerie výtvarného umění v Chebu
- Alšova jihočeská galerie v Hluboké nad Vltavou